# Sacelo
Sacelo (em latim: Sacellum; forma diminutiva de sacer, lit. "pertencente a um deus"), na religião da Roma Antiga, era um termo empregado para designar um pequeno recinto com altar dedicado a um deus, ou, às vezes, a própria estátua do deus. Seu significado pode sobrepor-se ao do sacrário, um lugar onde objetos sagrados (sacra) foram guardados ou depositados para salvaguardá-los. Num manuscrito da Abadia de São Galo, o sacelo é glossado como o irlandês antigo nemed e o gaulês nemeto, originalmente um bosque sagrado ou espaço definido para propósitos religiosos, e depois um edifício.
Os sacelos eram numerosos e podiam localizar-se em espaços públicos ou nas propriedades de particulares. Cada cúria tinha seu próprio sacelo assistido pelos celeres, originalmente os guardas do rei romano, que preservaram uma função religiosa em tempos posteriores. Os sacelos podiam ser circulares ou quadrados e possuíam uma cerca ou muro circundante. Segundo Festo e Vérrio Flaco não possuíam telhado, e segundo Varrão equivaliam a uma cela. Em casas privadas, o sacrário era a parte da casa onde as imagens das penates, deuses protetores do lar, eram mantidas; o larário era uma forma de sacrário para os lares. Tanto o sacelo como o sacrário mais tarde foram incorporados pelo cristianismo. Na arquitetura eclesiástica, sem teto deixa de ser uma característica definidora e a palavra pode ser aplicada para uma pequena capela marcada por uma tela do corpo principal de uma igreja.

## Lista de sacelos/sacrários públicos
- Sacelo de Jano - supostamente construído por Rômulo, era quadrado, continha a imagem do deus e tinha duas portas;[11]
- Sacelo dos lares[12] (Sacellum Larum/Larundae) - um dos quadro pontos da fronteira sagrada de Roma (pomério) como estabelecido por Rômulo;[13]
- Sacrário de Marte, que mantinha uma lança de Marte, na Régia;[14]
- Sacelo ou santuário de Hércules, no Fórum Boário;[15]
- Sacelo de Caca,[16] a irmã de Caco, o gigante que Hércules derrotou;[17]
- Sacelos ou sacrários dos arges;[18][19]
- Sacelo de Diana (Sacellum Dianae), sobre o Célio,[20] onde alguns senadores ofereceram sacrifícios anuais;[a]
- Sacelo ou delubro de Minerva Cativa, um santuário sobre o Célio que continha uma estátua de Minerva capturada de Falérios quando a cidade foi tomada pelos romanos em 241 a.C.;[21]
- Sacelo de Júpiter Fagutal, no Luco Fagutal, sobre o Esquilino;[22]
- Sacelo de Nênia;[3]
- Sacelo de Pudicícia Patrícia;[23]
- Sacelo de Múrcia, no sopé do Aventino.[3]